# Beauvoir-en-Royans
Beauvoir-en-Royans település Franciaországban, Isère megyében. Lakosainak száma 96 fő (2022. január 1.). Beauvoir-en-Royans Saint-Pierre-de-Chérennes, Saint-Romans, Saint-Sauveur és Presles községekkel határos.

## Népesség
A település népességének változása:
| Lakosok száma | 63   | 66   | 59   | 73   | 84   | 89   | 92   | 95   | 96   | 96   |
|               | 1968 | 1982 | 1990 | 2006 | 2013 | 2015 | 2017 | 2019 | 2020 | 2022 |